# Linija povjerenja
Linija povjerenja je emisija Hrvatskog radija, II program. Na programu je bila od 1989. godine od 20 do 22 sata utorkom, pod naslovom Obitelj u alkoholnoj kulturi.
Emisija je dobila jako velik publicitet. Slušatelji radija javljali su se pismima i izravno u emisiji, govoreći o svojim problemima i o svojim poteškoćama. Ekipa koju su činili Maks Jurjević (urednik i novinar Hrvatskog Radija), prim. dr Mauricio Troncoso i prof. dr Branko Lang nastojala je uputiti slušatelje u mogućnosti rješavanja psihičkih problema, problema pijenja i alkoholizma, a napose problema obitelji koje imaju poteškoća zbog pijenja alkoholnih pića i alkoholizma.
Branko Lang je u tijeku svih emisija imao posebnih pet minuta, nazvanih "Pet minuta autoterapije". Nakon čitanja štiva koje se odnosilo na pojedine psihičke probleme, nastupila bi metoda relaksacije (autogeni trening). 